# 日本の銀行建築
日本の銀行建築（にほんのぎんこうけんちく）。本項では、日本において銀行の用に供される建築物について述べる。

## 歴史

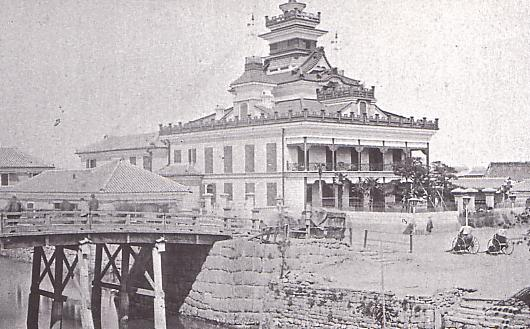
日本初の銀行建築、「三井組ハウス」

三井財閥の大番頭であった三野村利左衛門は、商業銀行を開設すべく兜町に社屋の建設を決定し、1871年（明治4年）に清水組に建築を依頼した。二代目清水喜助の施工により、1872年に木骨石組2階建で天守を思わせる塔屋と千鳥破風の装飾をもつ「三井組ハウス」が完成した。これが日本初の銀行建築である。翌1873年には、この建物を譲渡されて第一国立銀行が発足した。三井組ハウスの総工費は47601両であったが、譲渡金額は128000両で、その差額で駿河町に「為替バンク三井組」を建設した。三井組ハウスの跡地にはみずほ銀行兜町支店が建ち、小さな碑が残る。三井組ハウスの実績から、国立銀行の多くが清水組により施工された。

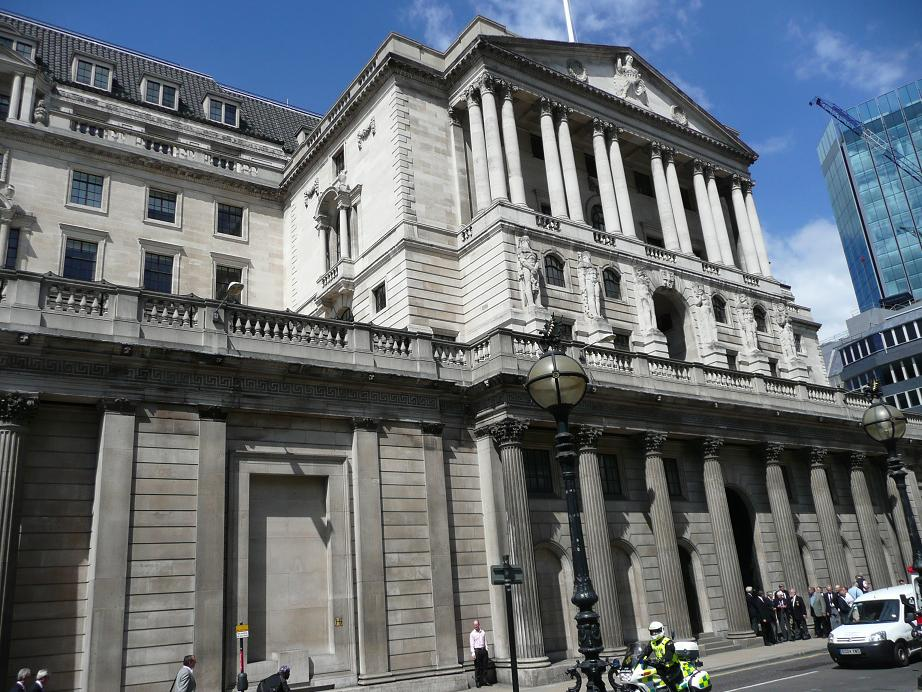
イングランド銀行本店は世界中の銀行建築に多くの影響を与えた

1900年（明治33年）、ロンドンにイングランド銀行の本店が建設された。古くはギリシャの神官が農民や商工業者に金を貸していたことから、神官が活躍した神殿こそ銀行にふさわしいとギリシャ風神殿造りが採用された。このデザインは世界中から注目を集め、日本の銀行建築にも多くの影響を与えた。このうちドーリア式は第一銀行や安田銀行（いずれも現在のみずほ銀行）、イオニア式は三菱銀行（現 三菱UFJ銀行）の本店・支店や日本勧業銀行（現 みずほ銀行）本店、三井銀行（現 三井住友銀行）の支店、コリント式は三和銀行（現 三菱UFJ銀行）の支店や地方銀行の本店に好んで採用された。
1938年（昭和13年）、戦時下との理由で銀行建築が禁止された。戦前最後の銀行建築は、長野宇平治の遺作となった日本銀行松江支店であった。ギリシャ風のその建物は現存し、松江大橋を行きかう人々の下駄の音を綴った小泉八雲の文章から「カラコロ工房」の名で、工芸館として親しまれている。
1980年代以降になると、三菱銀行本店ビルや横浜銀行本店ビルなど高さ100mを超える超高層建築物が銀行の本店として建設されるようになる。歴史的建築物の保存も重要視されるようになり、博物館等に転用されたり、ファサード保存で外観を生かした建て替えも行われている。

## 銀行建築を手がけた建築家
- 辰野金吾

1896年完成の日本銀行本店を設計したのち、1903年に葛西萬司と共に東京に辰野葛西事務所を開設、1905年に片岡安と共に大阪に辰野片岡事務所を開設した。日本銀行大阪・京都・小樽の支店や第二十三国立銀行（現 大分銀行赤レンガ館）、岩手銀行本店（現 岩手銀行赤レンガ館）などを手掛けた。赤レンガを用いた建物が多いのも特徴である。
- 妻木頼黄

辰野の後輩であった妻木は、日銀本店を設計した辰野に対抗心を燃やし、1904年完成の絢爛豪華な横浜正金銀行本店（現 神奈川県立歴史博物館）を設計。同行の大連や北京の支店、日本勧業銀行本店（初代）、農工銀行なども手がけたが、それ以降は官庁建築に専念している。
- 長野宇平治

辰野の弟子であった長野は、日銀本店の第1期工事で助手として働いたのち、増築工事では自ら責任者として携わった。日銀の福島・岡山・広島・松江などの支店や旧北海道銀行本店、旧帝国銀行広島支店、鴻池銀行本店など数多くの銀行建築を手がけた。長野の登場により、ギリシャ神殿風の作りがスタンダードになっていった。
- 田辺淳吉

清水組。旧高岡共立銀行本店、旧第一銀行小樽支店などを設計した。
- 西村好時

清水組で富山農工銀行、第一銀行熊本支店を設計した西村は、1914年に第一銀行にスカウトされ、営繕課長に抜擢された。同行の函館、大阪、京都丸太町、横浜などの支店を設計し、1931年に独立。その後台湾銀行や満州中央銀行の本店を手がけた。
- 渡辺節

東京帝国大学卒業後官庁に入り、妻木の部下となる。大正天皇即位式に際し、京都駅の木造駅舎を仕上げた。1923年にコンペで日本興業銀行本店を設計。地下水を冷房に用いた斬新さや、関東大震災に耐えた堅牢さが評価された。銀行建築では日本勧業銀行本店および烏丸支店を設計。彫刻を好む渡辺らしく美麗な建物であったがいずれも現存しない。京都駅を設計したことから、ダイビル本館、綿業会館、神戸証券取引所など関西の建物を多く担当している。
- 横河民輔

横河電機や横河ブリッジを興した横河は、建築家として三井銀行大阪支店・京都支店の設計も手掛けた。
- 鈴木禎次

名古屋を中心に活動した建築家で、伊藤銀行（のちの東海銀行、現在の三菱UFJ銀行）本店や岡崎銀行本店（現 岡崎信用金庫資料館）などを手がけた。三井銀行大阪支店・京都支店では横河民輔を補佐した。
- 桜井小太郎

ロンドン大学を卒業後三菱地所に入り、設計チーフとして三菱銀行の本店と京都・大阪・横浜の支店を設計した。白い石材と、上部をすっきりさせた柱の仕上げは三菱銀行共通のデザインとなった。横浜正金銀行神戸支店（現 神戸市立博物館）も桜井の設計である。
- 渡辺仁

安田銀行（のちの富士銀行、現在のみずほ銀行）の建物を多く手掛けた。ドーリア式の神殿造りを基本としたが、農林中央金庫本店では片面は円柱、別の面では角柱を組み合わせるなど思いきったデザインも取り入れた。
- 佐藤功一

野村銀行（のちの大和銀行、現在のりそな銀行）は威厳に満ちたギリシャ風建築を嫌い、関東では早稲田大学理工学部教授の佐藤に建築を依頼した。野村財閥の日清生命により、1932年に日清生命館（のちに丸ノ内野村ビルディング）が竣工。角の塔屋を時計台としたスペイン風ロココ調の建物であった。このほか農商工銀行本店（のちに昭和電工が本社として使用）、第一勧業銀行宝くじ本部ビルも手掛けた。佐藤は、角地には塔屋を乗せ、単調なスカイラインにはアクセントを付けるなど、周囲との調和を整え景観を引き締める独自の考えをもっていた。丸ノ内野村ビルディングは、1994年に時計台の意匠を残した大手町野村ビルとして建て替えられた。銀行建築以外では、早稲田大学大隈講堂や津田塾大学、群馬県庁舎や宮城県庁舎など、大学・県庁の設計を多く手掛けてる。
- 矢部又吉

横浜生まれの矢部は妻木のもとで建築の道を歩み始め、ベルリン大学の留学から戻ると横浜に設計事務所を開いた。三菱銀行横浜支店の設計を手掛けると、それを見た東京川崎財閥は自社の建築に矢部を起用した。矢部は恩師の妻木が設計した横浜正金銀行本店の隣に、それと見劣りしない川崎銀行横浜支店を設計した。その後東京・日本橋の同行本店と、京都支店を設計した。それまでの銀行建築は輸入建材が使われてきたが、1928年の昭和天皇御大典記念行事に間に合わせるべく、国産品を使用した。出来栄えは輸入品に劣らなかったことから、これ以降は国産の建材が盛んにつかわれるようになった。のちに古典式ルネッサンス建築の常陽銀行小伝馬町支店や京都第一銀行大阪支店なども手掛けた。川崎銀行横浜支店は建て替えが検討されたが、市民の強い要望により外壁を活かした改築がなされた（現 損保ジャパン日本興亜横浜馬車道ビル）。
- 日建設計

姫路に生まれた野口孫市は、東京帝国大学卒業後逓信省に入ったが、住友が銀行業を始めると、本店臨時建設部に招かれ、大阪図書館を設計したのち銀行建築に専念した。のちに後輩に長谷部鋭吉や竹腰健造が加わる。野口は1915年に死去。その後1926年に大阪・北浜に住友ビルディング（現 三井住友銀行大阪本店ビル）が竣工した。この設計部門はのちに独立して、現在の日建設計となる。

## ギャラリー

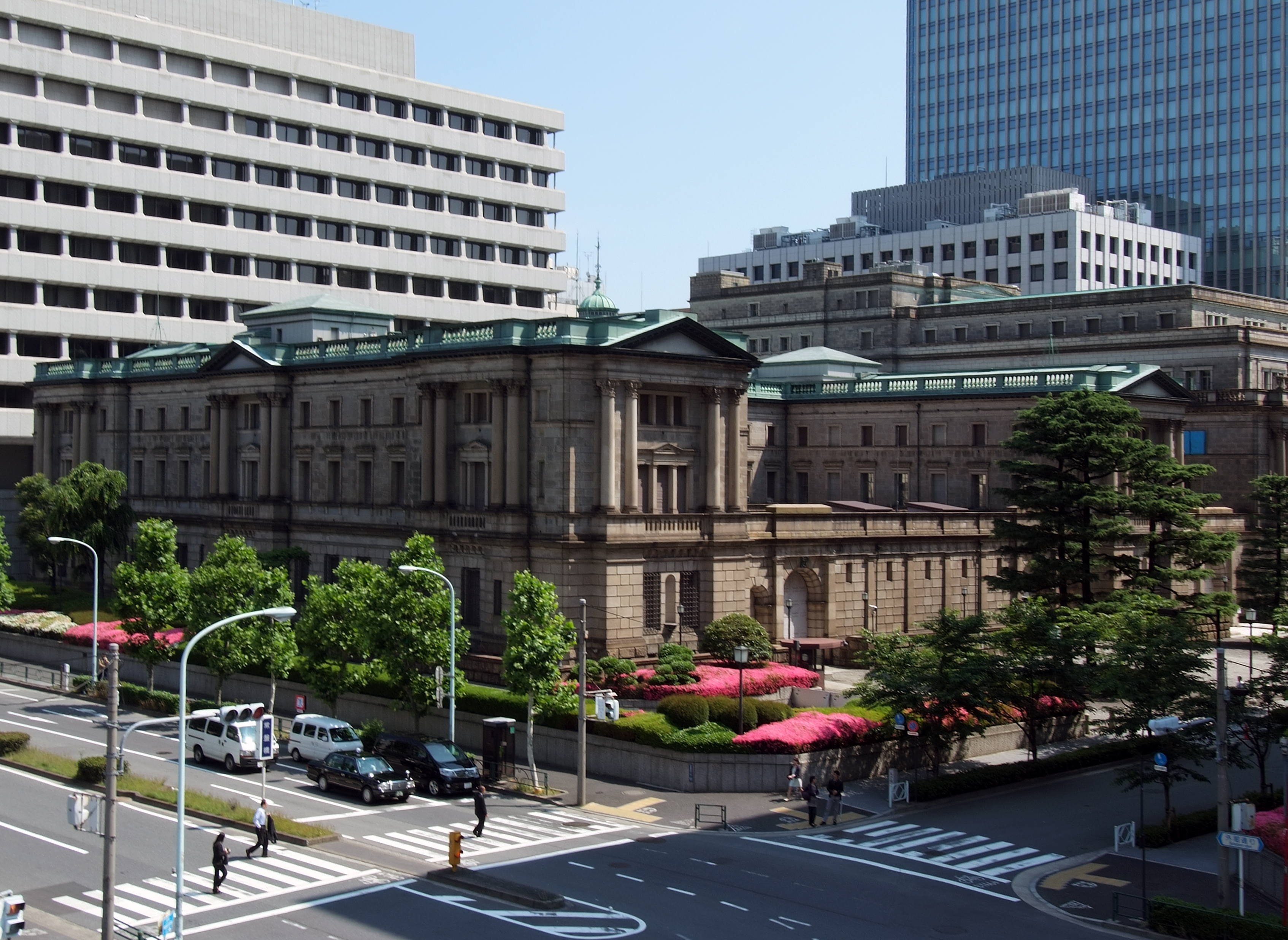
辰野金吾設計、日本銀行本店
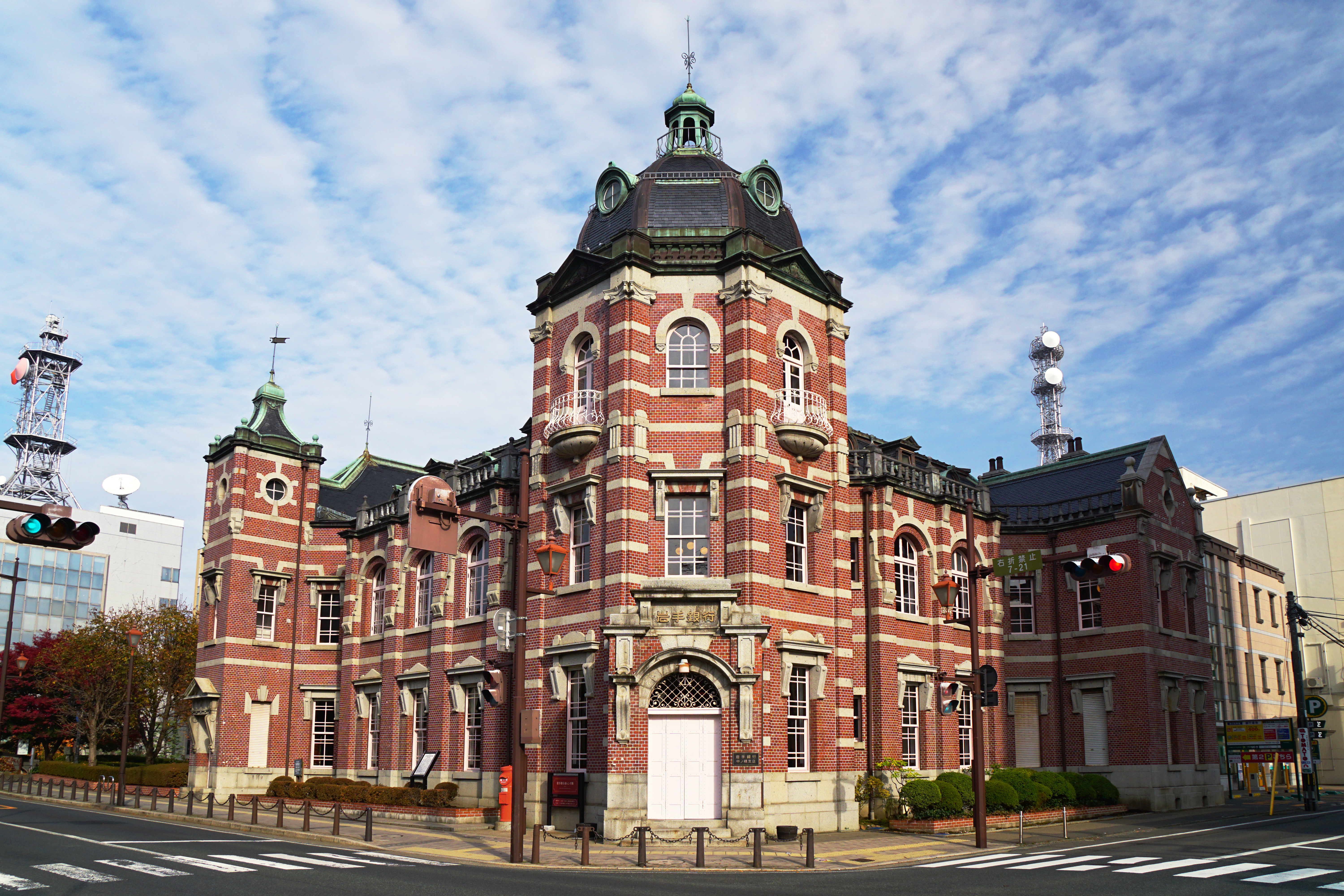
辰野金吾設計、岩手銀行旧本店（現 岩手銀行赤レンガ館）
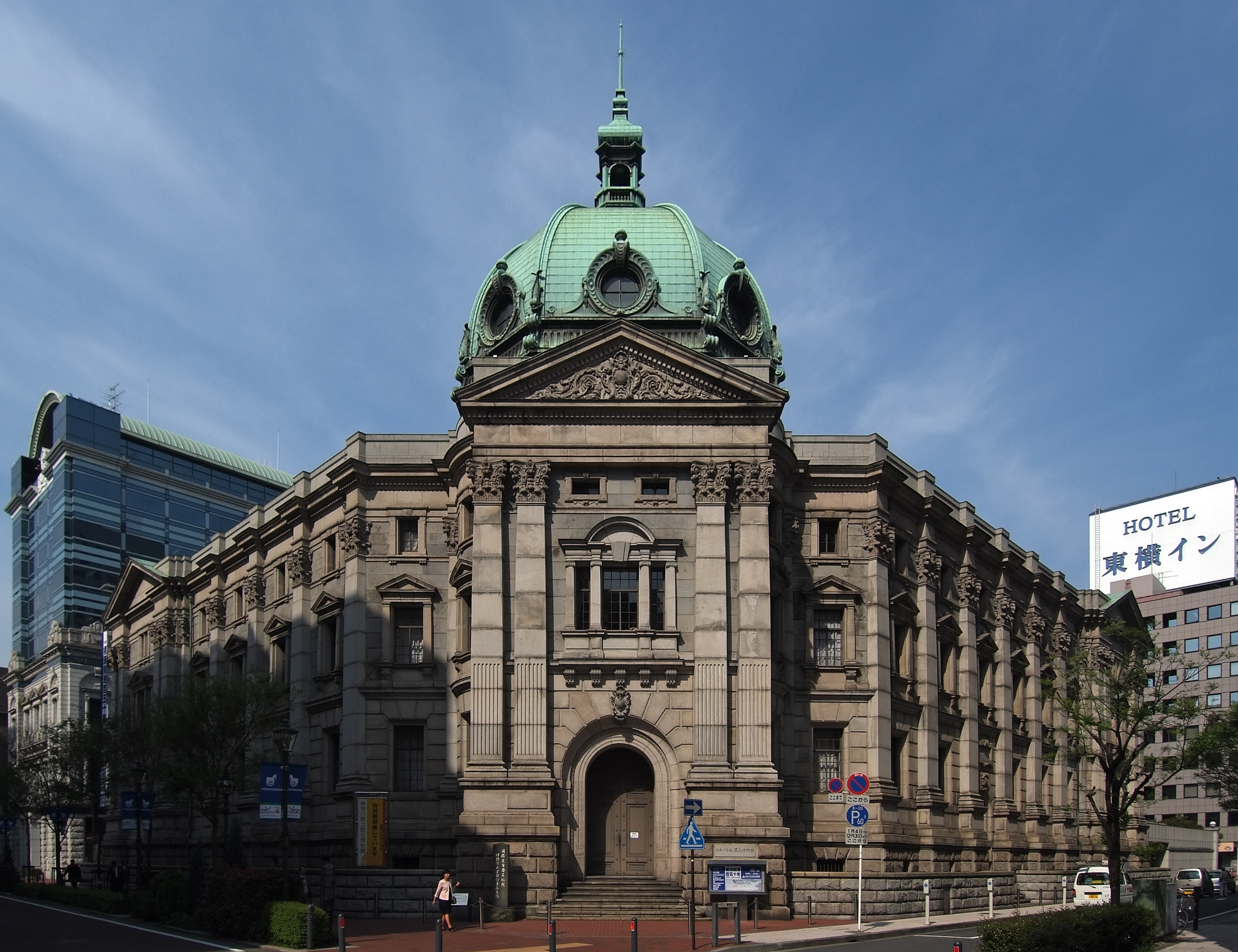
妻木頼黄設計、横浜正金銀行本店（現 神奈川県立歴史博物館）。左奥は矢部又吉設計の旧川崎銀行横浜支店（現 損保ジャパン日本興亜横浜馬車道ビル）
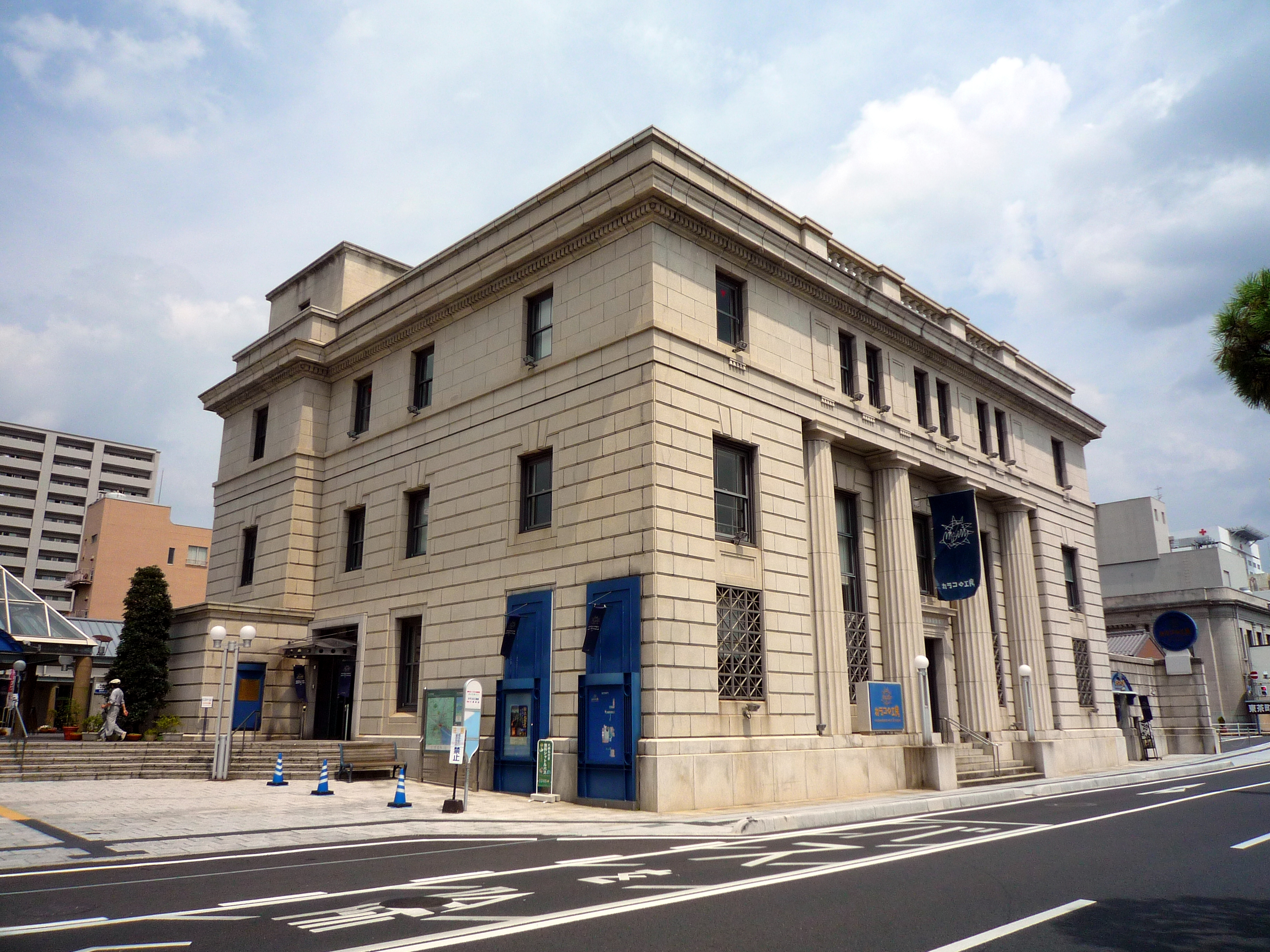
長野宇平治設計、旧日本銀行松江支店（現 カラコロ工房）
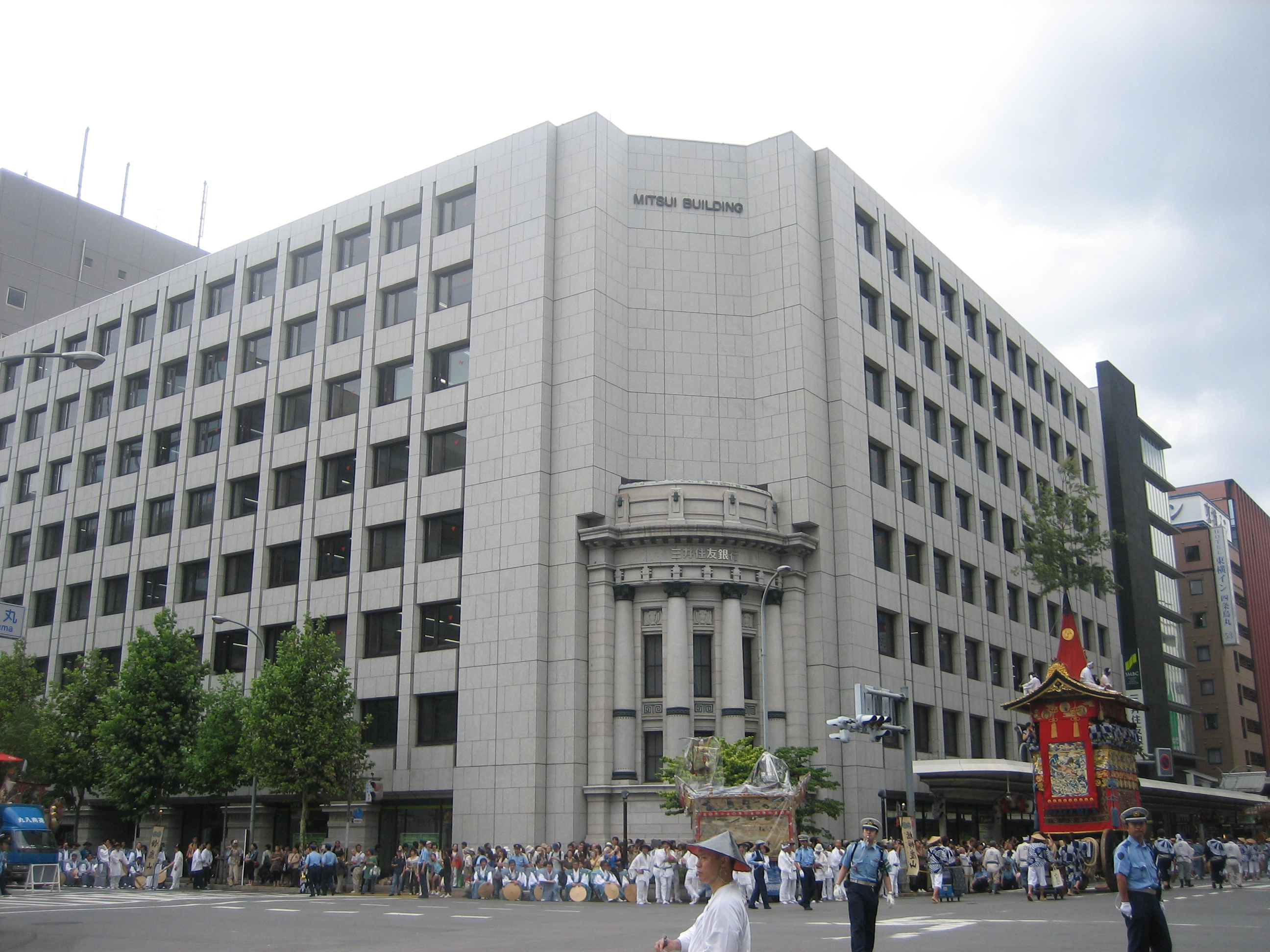
四条烏丸の京都三井ビル（三井住友銀行京都支店）。横河民輔の設計で、角に旧建物の一部が保存されている
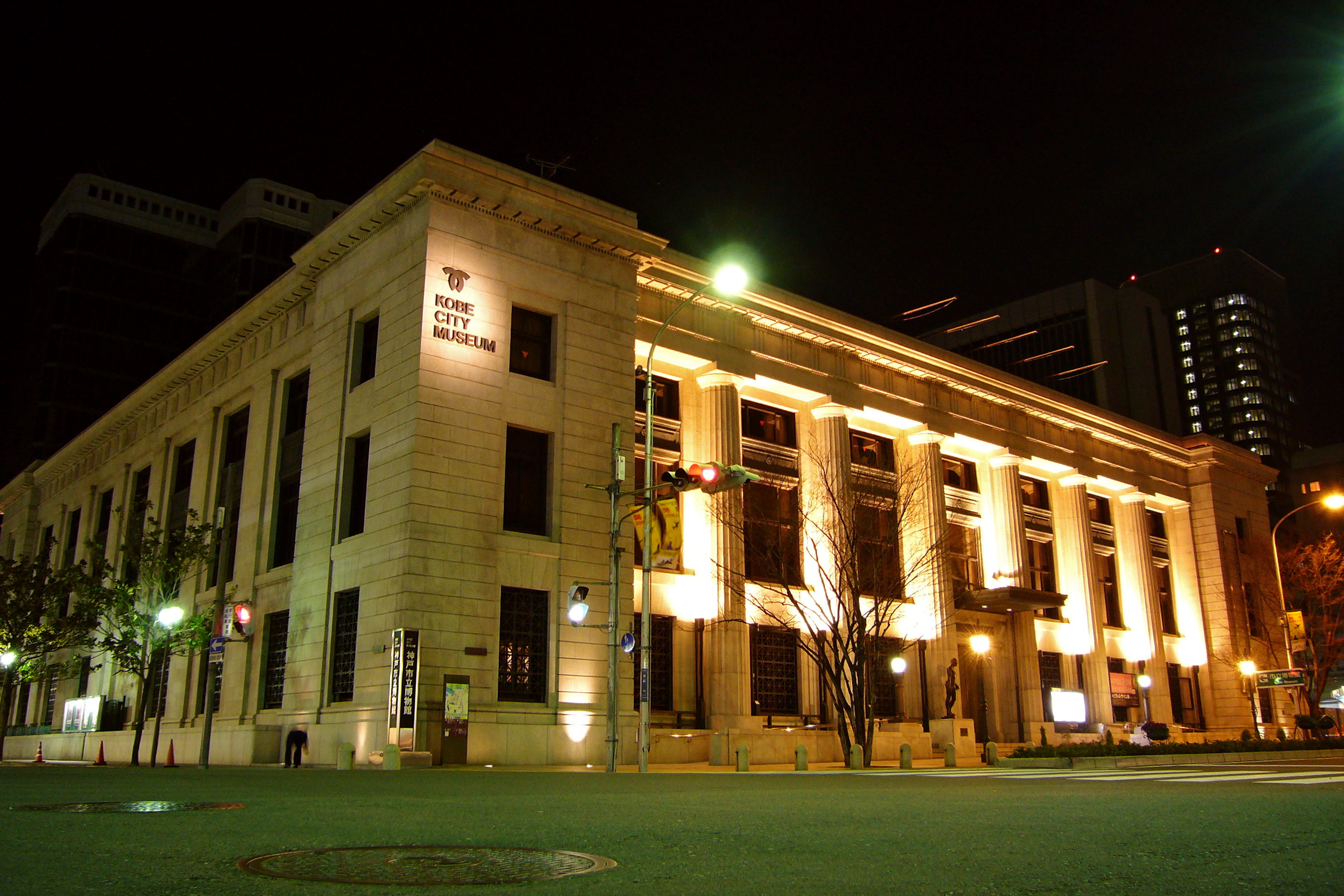
桜井小太郎設計、横浜正金銀行神戸支店（現 神戸市立博物館）
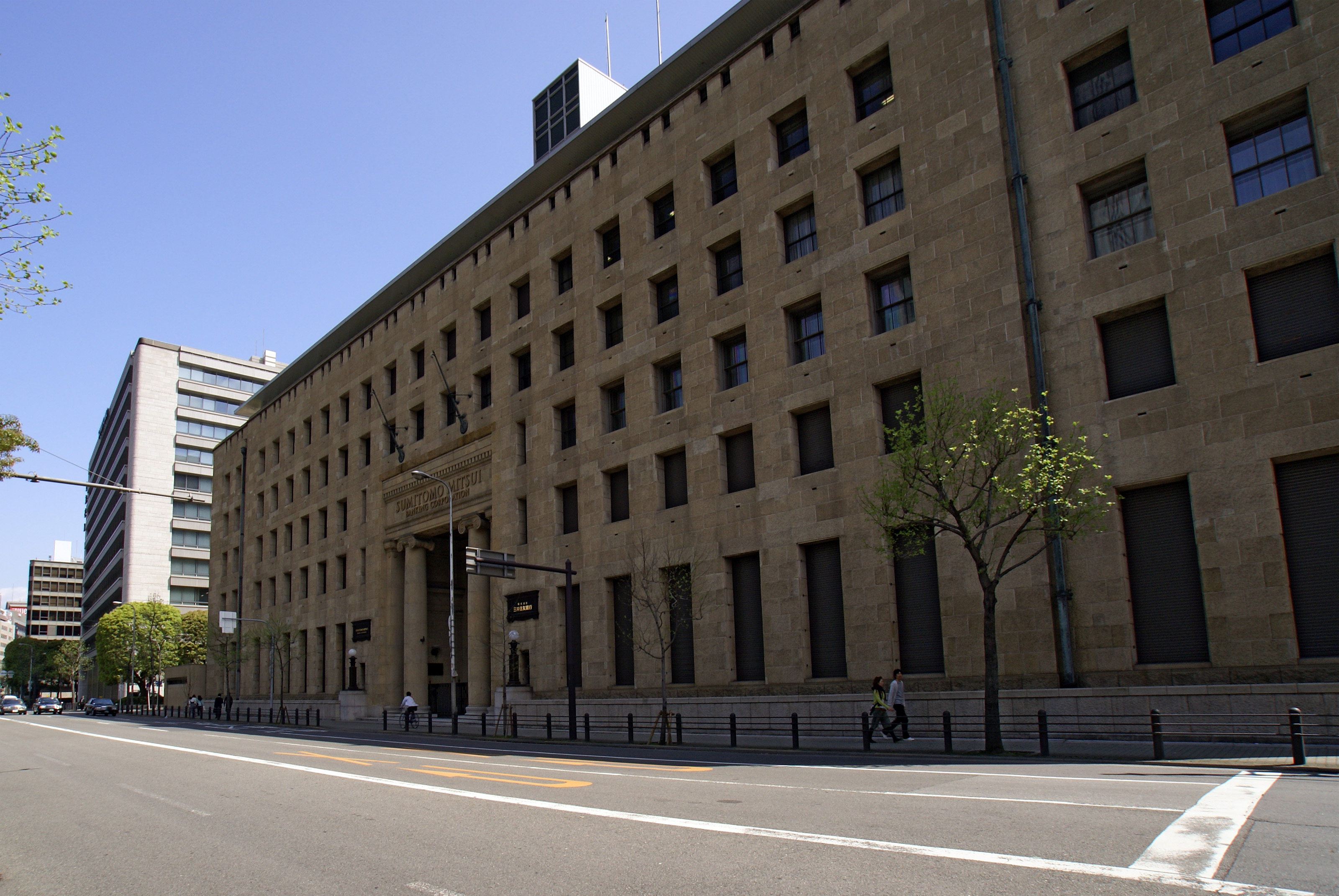
大阪・北浜の住友銀行本店（三井住友銀行大阪本店ビル）
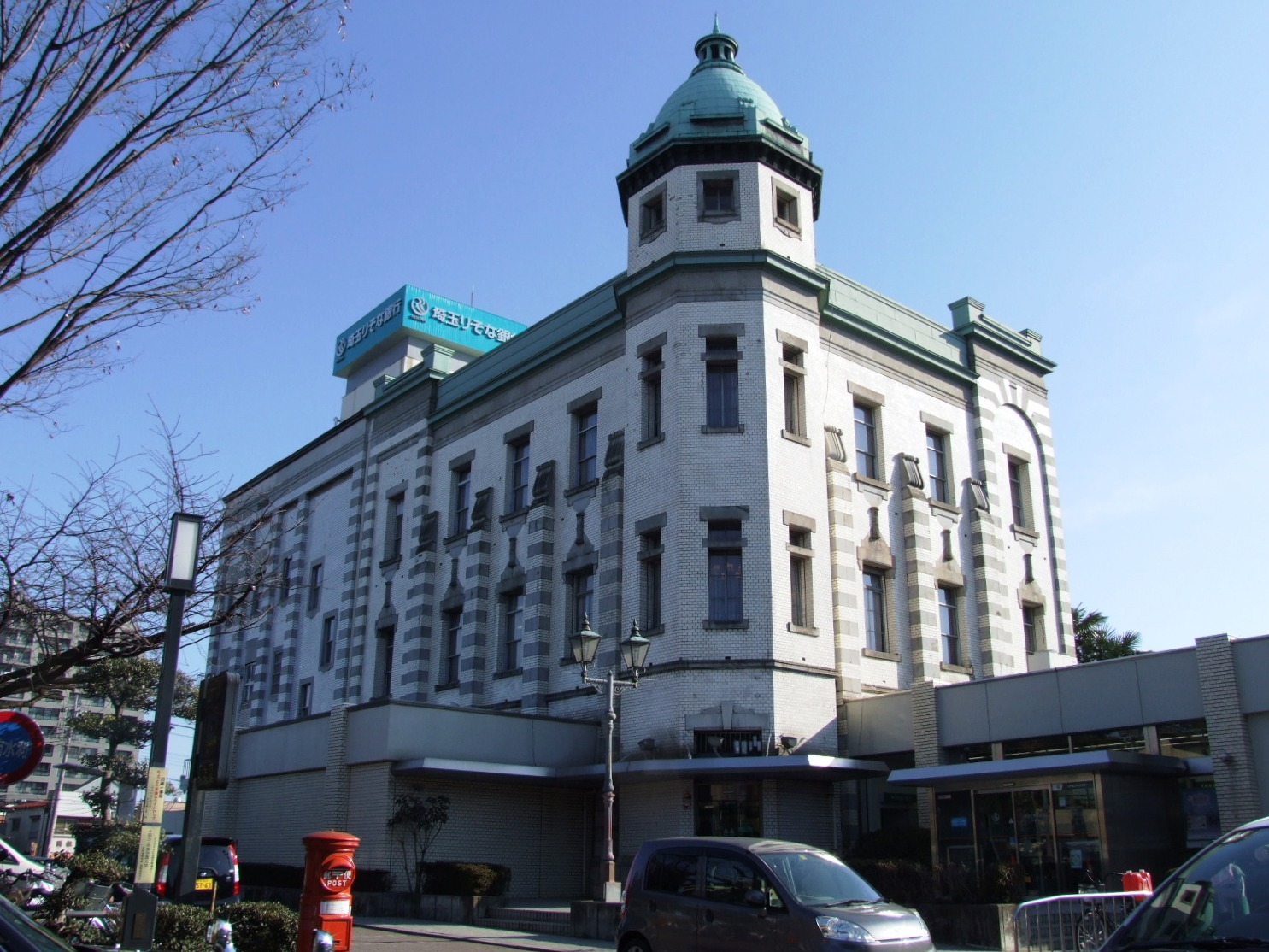
1818年竣工の旧第八十五国立銀行（現 りそなコエドテラス）設計は保岡勝也
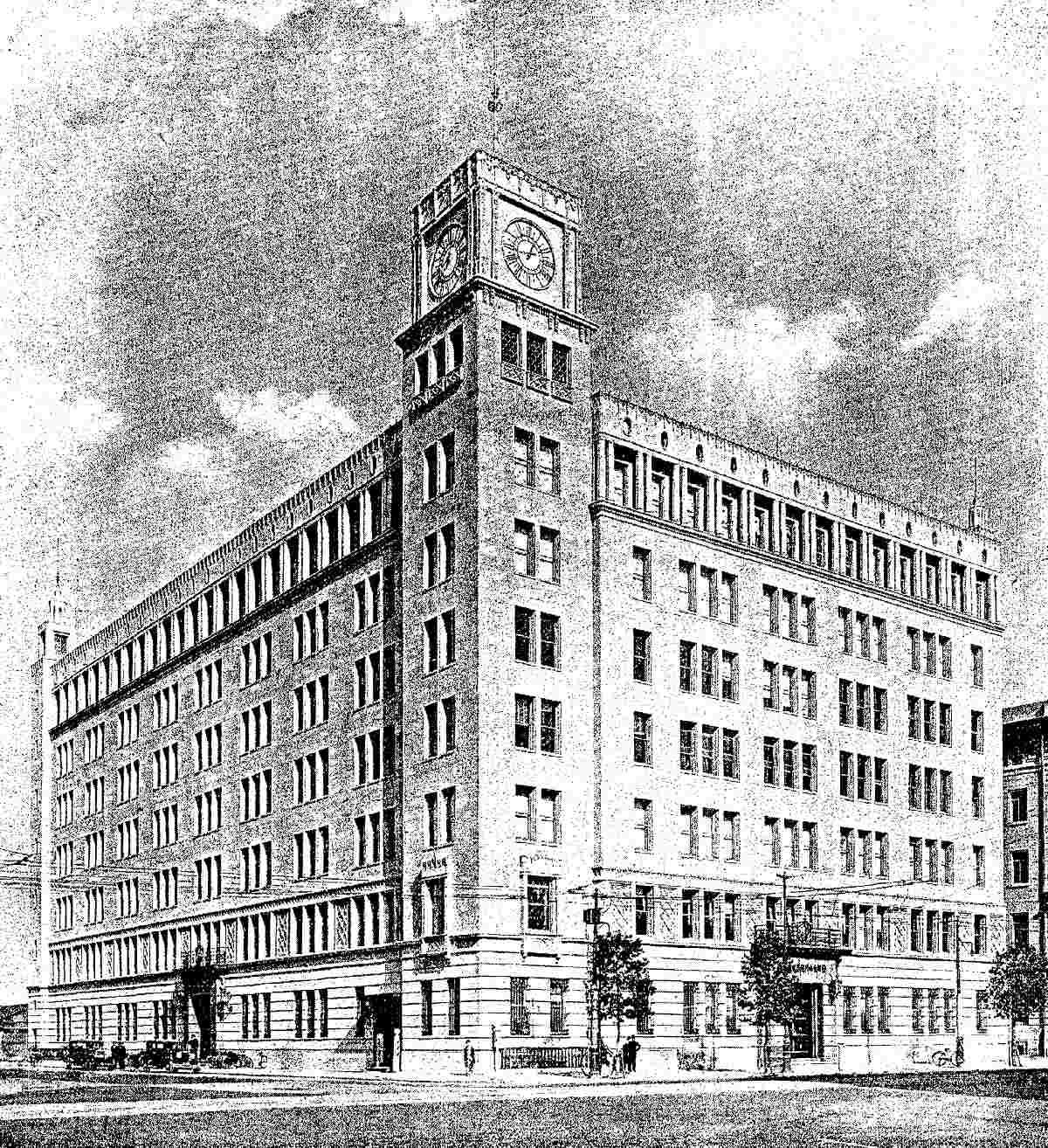
佐藤功一設計の丸ノ内野村ビルディング。現存せず
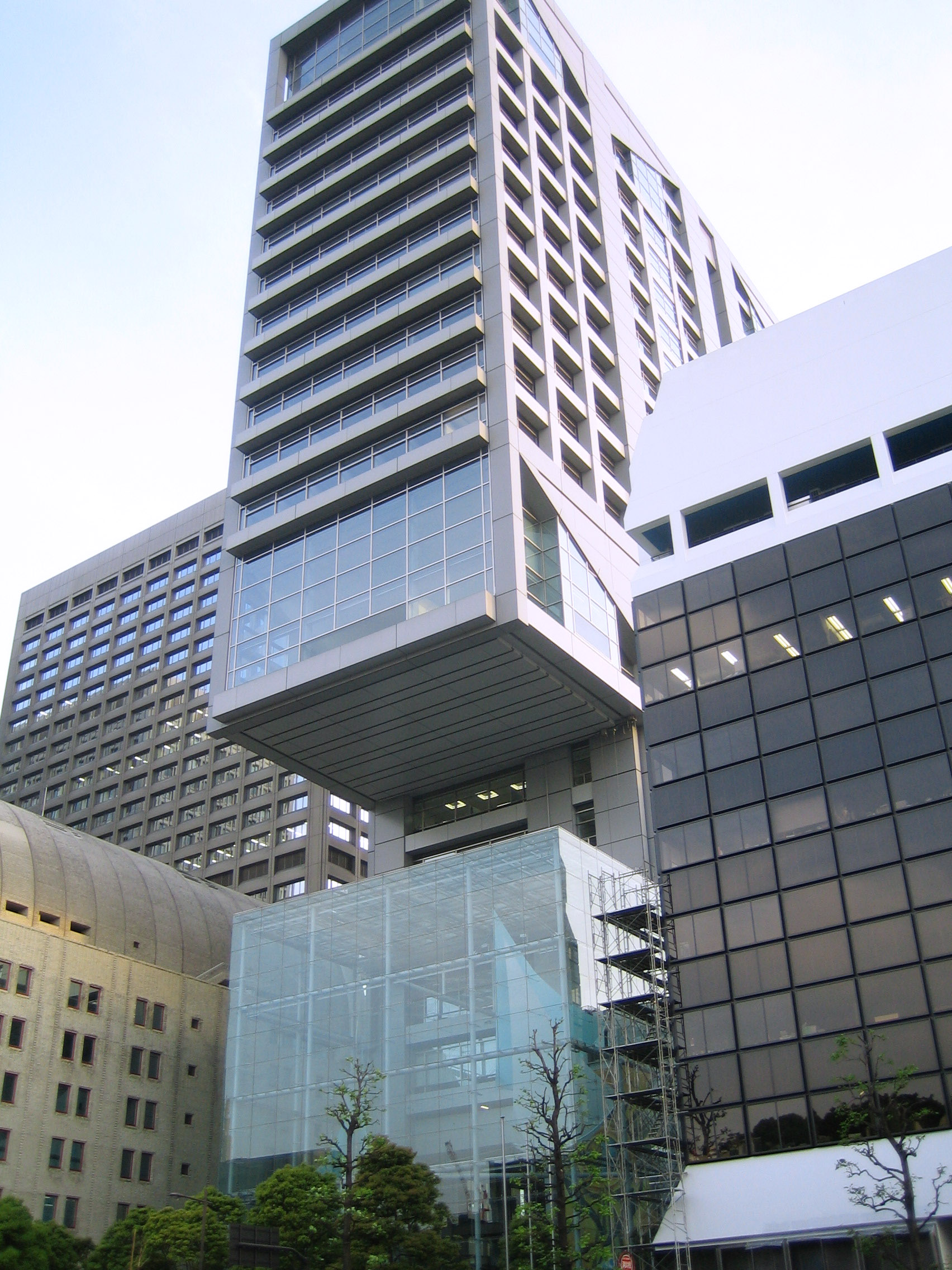
東京・内幸町の新生銀行本店ビル。1993年竣工の現代的な超高層建築であったが、短命に終わった。